# Moïta
 Moïta  là một xã ở tỉnh Haute-Corsetrên đảo Corse, Pháp. Xã này có diện tích 13 km², dân số năm 1999 là 76 người. Khu vực này có độ cao trung bình 560 mét trên mực nước biển. Đây là xã chính của tổng Moïta-Verde, tổng còn có 13 xã khác: Aléria, Ampriani, Campi, Canale-di-Verde, Chiatra, Linguizzetta, Matra, Pianello, Pietra-di-Verde, Tallone, Tox, Zalana và Zuani.